# Tu viện Hoàng gia Santa María de Guadalupe
Tu viện Hoàng gia Santa María de Guadalupe (tiếng Tây Ban Nha: Real Monasterio de Nuestra Señora de Guadalupe) là một tu viện Công giáo La Mã nằm ở chân phía đông của dãy Sierra de Villuercas, thuộc đô thị Guadalupe, Extremadura, Tây Ban Nha. Đây là một trong những tu viện quan trọng và được bảo tồn tốt nhất ở Tây Ban Nha trong hơn bốn thế kỷ. Nó đã được UNESCO công nhận là Di sản thế giới từ năm 1993.

## Lịch sử
Tu viện này có nguồn gốc từ cuối thế kỷ 13, khi một người chăn cừu ở Cáceres tên là Gil Cordero phát hiện trên bờ sông Guadalupe một bức tượng của Đức Trinh Nữ Maria, rõ ràng là đã được những người dân địa phương cất giấu khỏi những kẻ xâm lược Moor vào năm 714. Tại địa điểm mà người chăn cừu phát hiện ra thì một nhà nguyện đã được xây dựng dành riêng cho Đức Mẹ Guadalupe.
Đã hơn một lần vua Alfonso XI đến thăm nhà nguyện, khấn nguyện Santa María de Guadalupe trước trận Río Salado. Sau khi giành được chiến thắng, ông đã cho rằng đó là nhờ sự can thiệp của Madonna, tuyên bố nhà thờ tại Guadalupe là một thánh địa hoàng gia và cho xây dựng lại rộng rãi hơn.
Năm 1389, các tu sĩ Hieronymite tiếp quản tu viện và biến nó trở thành ngôi nhà chính của họ. Công việc xây dựng được tiếp tục dưới sự bảo trợ hoàng gia và vào năm 1474 thì vua Henry IV đã bị giam giữ tại Guadalupe, bên cạnh mẫu thân ông.